# José Cardona
José Cardona   (Potrerillos, 27 de febrer de 1939 - San Pedro Sula, 30 de gener de 2013) fou un futbolista hondureny de la dècada de 1960.
Fou internacional amb la selecció d'Hondures.
Fou fitxat pel València CF, que com tenia totes les fitxes de jugadors forans cobertes, el cedí a l'Elx CF. La temporada 1959 fou el màxim golejador de segona divisió amb 23 gols. El 1964 fou traspassat a l'Atlètic de Madrid.